# Mahmoud Hussein (Politiker)
Mahmoud Hussein (arabisch محمود حسين; * 16. Juli 1947 in Jaffa) ist ein ägyptischer Politiker, der von Anfang 2010 bis 2020 Generalsekretär der ägyptischen Muslimbrüder war.
Hussein Mahmoud ist Professor für Ingenieurwesen an der Universität von Assiut und befand sich während der Regierungszeit von Husni Mubarak dreimal aus politischen Gründen im Gefängnis.
Seine Mutter war Palästinenserin und sein Vater war ägyptischer Angehöriger der Muslimbrüder.
Bis zum Ende der Sekundarschule in Beʾer Scheva wohnte er mit seinem Vater in Rafah, das bis zur Besetzung 1967 durch Israel unter ägyptischer Verwaltung stand.
1995 wurde er von einem Militärtribunal wegen Mitgliedschaft bei den Muslimbrüdern zu drei Jahren Haft verurteilt.
Nach dem Tod von Sheikh Abu Al-Hamad Rabie wurde er Mitglied im Exekutivrat der Muslimbrüder.
Nach dem Staatsstreich gegen den gewählten Präsidenten Mohammed Morsi im Juli 2013 ging Hussein nach Katar ins Exil.
Im Herbst 2020 wurde er durch Helmy al-Gazzar als Generalsekretär abgelöst.
Er hat zwei Töchter und zwei Söhne.